# Балтська єпархія УПЦ (МП)
Балтська єпархія — єпархія УПЦ МП в адміністративних межах Березівського, Подільського і Роздільнянського районів Одеської області.

## Історія
Єпископська кафедра заснована 9 листопада 1866 року як вікаріатство Подільської і Брацлавської єпархії Російської православної церкви. Названо за повітовим містом Балта Подільської губернії. Резиденція єпископа Балтського перебувала в Кам'янець-Подільському чоловічому монастирі на честь Святої Трійці.
Балтські єпископи були безпосередніми помічниками та співробітниками Подільських архієреїв в управлінні Подільською паствою. Вікаріатство ліквідовано після окупації цих земель радянськими військами 1922 року.
З листопада 1957 року відновлено як вікаріатство Херсонської та Одеської єпархії Українського екзархату Російської православної церкви. Місто Балта було районним центром Одеської області. Вікаріатство вдруге ліквідовано в 1958 році.
20 грудня 2012 року рішенням Синоду УПЦ МП утворено Балтську єпархію, титул керівного архієрея — Балтський та Ананьївський.

## Єпископи
- Феогност (Лебедєв) (22 січня 1867 — 27 червня 1870)
- Веніамін (Павлов) (8 листопада 1870 — 16 лютого 1879)
- Іаннуарій (Попов-Вознесенський) (17 лютого 1879 — 5 вересня 1883)
- Іосиф (Баженов) (30 грудня 1884 — 23 січня 1886)
- Анатолій (Станкевич) (25 травня 1886 — 24 квітня 1887)
- Димитрій (Самбікін) (28 жовтня 1887 — 13 грудня 1890)
- Акакій (Заклинський) (7 квітня — 7 вересня 1891)
- Миколай (Адоратський) (7 вересня 1891 — 22 жовтня 1895)
- Іоаким (Левицький) (14 січня 1896 — 24 травня 1897)
- Менандр (Сазонтьєв) (24 травня 1897 — 10 березня 1902)
- Кіріон (Садзаглішвілі) (10 березня 1902 — 3 травня 1903)
- Тихон (Василевський) (26 травня 1903 — 16 червня 1905)
- Димитрій (Абашидзе) (16 квітня 1905 — 20 січня 1906)
- Никон (Безсонов) (26 лютого 1906 — 27 лютого 1909)
- Амвросій (Гудко) (27 лютого 1909 — 14 лютого 1914)
- Борис (Шипулін) (14 лютого 1914 — 12 лютого 1915)
- Пимен (Пегов) (12 лютого 1915—1918)
- Герасим (Строганов) (1918 — осінь 1922)

### Балтське вікаріатство Херсонської єпархії
- Пимен (Ізвєков) (17 листопада — 26 грудня 1957)
- Донат (Щеголев) (26 грудня 1957 — 8 вересня 1958)

### Балтська єпархія
- Олексій (Гроха) (з 20 грудня 2012)